# Oțel Rapid (pistol)

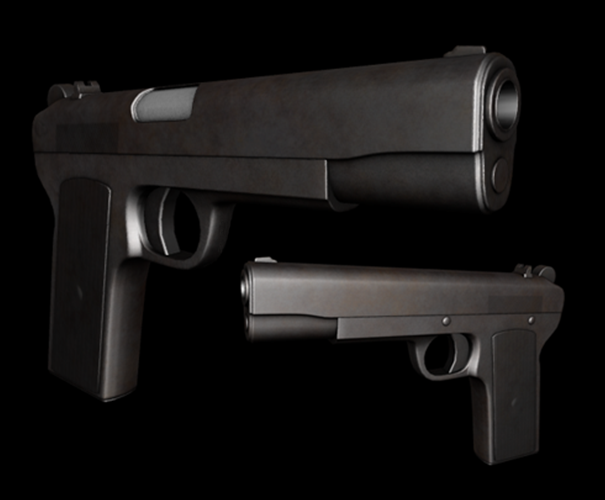
Moldel 3D al pistolului Oțel Rapid

Pistolul calibru 9 mm Oțel Rapid  este o armă individuală destinată luptei antipersonal la distanțe mici (până la 50 m).

## Construcție

### Componente
Pistolul calibru 9 mm Oțel Rapid este alcătuit din:
1. Corp
2. Țeavă
3. Manșon închizător pe care este montat un percutor, o piedică și gheara extractoare
4. Arc recuperator
5. Cocoș pe care este montat un clichet
6. Pârghia cocoșului
7. Opritorul închizătorului
8. Agățător
9. Pârghia trăgaciului
10. Trăgaci
11. Încărcător

### Descriere
Modelul a fost produs de „Otel Rapid – Societate anonim română pentru prelucrarea oțelului”.

## Muniție
Pistolul folosește muniție 9×19 mm Parabellum. Încărcătorul are 8 cartușe. Greutatea încărcătorului este de 100 g. 